# آیت مضیق
ایت مضیق (به فرانسوی: Ait Mazigh) یک منطقهٔ مسکونی در مراکش است که در تادله ازیلال واقع شده‌است.

## خصوصیات
ایت مضیق ۳٬۱۸۵ نفر جمعیت دارد.